# Pristol
Pristol – wieś w Rumunii, w okręgu Mehedinți, w gminie Pristol. W 2011 roku liczyła 933 mieszkańców.